# Alain-G. Gagnon
Pour les articles homonymes, voir Alain Gagnon (homonymie) et Gagnon.
 (janvier 2021).
Si vous disposez d'ouvrages ou d'articles de référence ou si vous connaissez des sites web de qualité traitant du thème abordé ici, merci de compléter l'article en donnant les références utiles à sa vérifiabilité et en les liant à la section « Notes et références ».
 (août 2022).
Il peut être nécessaire de l'améliorer pour respecter le principe de neutralité de point de vue. Veuillez consulter la page de discussion pour plus de détails.

Alain-G. Gagnon, né à Saint-Gabriel-de-Rimouski en 1954, est professeur titulaire au Département de science politique à l'Université du Québec à Montréal et titulaire de la Chaire de recherche du Canada en études québécoises et canadiennes (CREQC) depuis juin 2003. Il cumule depuis avril 2018 à l'UQAM le poste de directeur du Centre d'analyse politique : Constitution et fédéralisme.

## Œuvre
Précurseur de l'étude comparée des petites nations et des sociétés plurinationales, champ d'analyse aujourd'hui en pleine expansion, il est devenu l'un des plus influents experts de ces questions. Son œuvre est importante. Il est aussi un expert reconnu du fédéralisme canadien.
Il propose, tant à l’échelle canadienne qu’à l’échelle des ensembles régionaux, un fédéralisme asymétrique des nations (plurinationalité), un fédéralisme autrement dit qui reconnaîtrait la différence de ses composantes à la différence d’un fédéralisme qui s’appuie sur des unités égales en droit.

### Formation
- Doctorat en science politique, Université Carleton, Ottawa (1983)
- Maîtrise en science politique, Université Simon-Fraser, Vancouver (1978)
- Propédeutique en science politique, Université Laval, Québec (1975)
- Baccalauréat en Sciences religieuses, Université du Québec à Rimouski, Rimouski (1974)

### Carrière professionnelle
Alain-G. Gagnon a été directeur du Centre de recherche interdisciplinaire sur la diversité et la démocratie (CRIDAQ), basé à l'UQAM, de 2003 à 2016. Il dirige le Groupe de recherche sur les sociétés plurinationales depuis sa fondation en 1994. Ses recherches portent principalement sur le fédéralisme, le nationalisme, la citoyenneté, les partis politiques, l'identité nationale, la diversité et la multination, la sociologie des intellectuels, avec une attention particulière à la dynamique Québec-Canada.
À titre de directeur des activités du GRSP depuis 1994, il a piloté plusieurs initiatives en vue d’approfondir les connaissances tout aussi bien sur les questions identitaires et nationales que sur la citoyenneté et l’insertion sociale dans plusieurs États dont la Belgique, la Bosnie-Herzégovine, le Canada, l'Espagne, la France, l'Irak, le Maroc, le Royaume-Uni et le Tibet. Ses travaux ont été publiés dans une vingtaine de langues au cours des dernières années.
En plus d’enseigner aux universités Queen’s, Carleton et McGill de 1982 à 2003, il a été professeur invité à l’Institut d'études politiques de Bordeaux, à l'Université autonome de Barcelone et à l'Université Pompeu Fabra, à l'Université Carlos III de Madrid, de même que chercheur invité à l’Institut de recherche en politiques publiques (Montréal). Alain-G. Gagnon cumule aussi les fonctions de directeur de la collection « Débats » aux éditions Québec Amérique, de la collection « Trajectoires » chez Boréal ainsi que la collection « Diversitas » aux Presses interuniversitaires européennes-Peter Lang, de la collection « Politeia » aux Presses de l'Université du Québec, de la collection « Democracy, Diversity and Citizen Engagement » à McGill-Queen's University Press et des collections « Diversité et démocratie » et « Études constitutionnelles et fédérales » aux Presses de l'Université Laval.

## Distinctions
- 1994 : prix Richard-Arès, Québec : État et société[5].
- 2007 : prix Marcel-Vincent de l'Association francophone pour le savoir (ACFAS), couronnant les travaux d'une personne œuvrant dans le domaine des sciences sociales[6].autonòmics[7] de Catalogne, Au-delà de la nation unificatrice. Plaidoyer pour le fédéralisme multinational[8].
- 2008 : sélection finale, Prix Donald-Smiley, 2010 / La raison du plus fort : plaidoyer pour le fédéralisme multinational[9]
- 2008 : prix d'excellence de la Société québécoise de science politique (SQSP) soulignant une contribution exceptionnelle à l'avancement de la science politique[10].
- 2016 : élu président-désigné de l'Académie des sciences sociales de la Société royale du Canada[11].
- 2016 : lauréat du Prix international du Gouverneur général en études canadiennes (Canada), Conseil international d'études canadiennes[12].
- 2017-2019 : président de l’Académie des sciences sociales, Société royale du Canada.
- 2017 : titulaire de la Chaire d'études du Québec contemporain, Sorbonne Nouvelle - Paris 3[13].
- 2018 : insigne de l'Ordre la Pléiade (Francophonie et dialogue des cultures)[14]
- 2019 : prix d'excellence en enseignement 2019, Société québécoise de science politique[15]
- 2019 : Officier de l'Ordre du Canada[16]
- 2020 : Mildred A. Schwartz Lifetime Achievement Award (American Political Science Association)[17]
- 2021 : Président-élu, Société royale du Canada (2021-2022)[18]
- 2022 : Insigne de Chevalier de l'Ordre national du Québec (Gouvernement du Québec)[19]

## Principales œuvres
- Eugénie Brouillet, Alain-G. Gagnon, Guy Laforest (dir.) The 1864 Conference of Quebec 150 Years Later: Understanding the Emergence of the Canadian Federation, Montréal et Kingston, McGill-Queen's University Press, 2018. http://dx.doi.org/10.2307/j.ctvb4btbx
- Jorge Cagiao i Conde et Alain-G. Gagnon, dir., Fédéralisme et sécession, Bruxelles, Peter Lang, collection «Diversitas», 2019.
- Alain-G. Gagnon et Johanne Poirier (dir.). (2020). L’avenir du fédéralisme canadien : acteurs et institutions. Québec : Presses de l’Université Laval[20] https://www.pulaval.com/produit/l-avenir-du-federalisme-canadien-acteurs-et-institutions
- (en-GB) Alain-G. Gagnon et Arjun Tremblay, Federalism and National Diversity in the 21st Century, 2020 (DOI 10.1007/978-3-030-38419-7, lire en ligne)
- Félix Mathieu, Dave Guénette et Alain-G. Gagnon (dir.). (2020). Cinquante déclinaisons de fédéralisme : théorie, enjeux et études de cas. Les Presses de l’Université du Québec[21] https://www.puq.ca/catalogue/livres/cinquante-declinaisons-federalisme-3988.html
- Alain-G. Gagnon, Le choc des légitimés, Québec, Presses de l’Université Laval, 2021. https://www.pulaval.com/produit/le-choc-des-legitimites